# Ерен Дердійок
Ерен Дердійок (нім. Eren Derdiyok, нар. 12 червня 1988, Базель) — швейцарський футболіст курдського походження, нападник клубу «Пахтакор» (Ташкент).
Насамперед відомий виступами за клуби «Базель», «Баєр» (Леверкузен) та «Галатасарай», а також національну збірну Швейцарії.

## Клубна кар'єра
Народився 12 червня 1988 року в місті Базель у родині етнічних курдів. Вихованець футбольної школи місцевого клубу «Олд Бойз». Дорослу футбольну кар'єру розпочав 2005 року в основній команді того ж клубу, який виступав у четвертому за рівнем дивізіоні Швейцарії. В команді один сезон, взявши участь у 18 матчах чемпіонату, в яких забив 10 голів. 
Своєю грою за цю команду привернув увагу представників тренерського штабу «Базеля», до складу якого приєднався влітку 2006 року. Відіграв за команду з Базеля наступні три сезони своєї ігрової кар'єри. Починаючи з сезону 2007/08 був основним гравцем атакувальної ланки команди, допомігши клубу виграти чемпіонат і два Кубка Швейцарії.

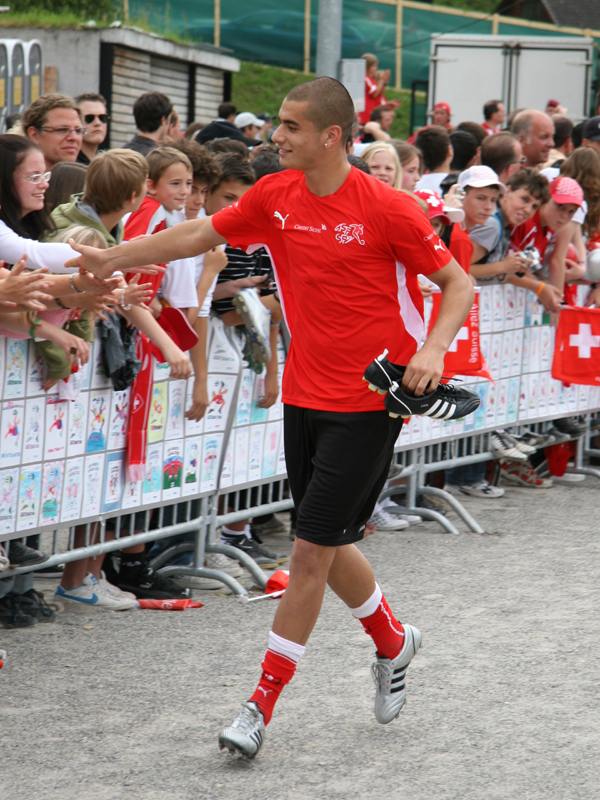
Ерен Дердійок на домашньому Євро-2008

28 травня 2009 року уклав чотирирічний контракт з німецьким клубом «Баєр 04», створивши дует нападників зі Штефаном Кіслінгом. Всього у складі «фармацевтів» провів три роки своєї кар'єри гравця. Граючи у складі «Баєра» також здебільшого виходив на поле в основному складі команди, провівши за цей час 90 матчів у чемпіонаті, забивши в них 25 голів.
До складу клубу «Гоффенгайм 1899» приєднався 2 травня 2012 року, підписавши контракт на три роки. Наразі встиг відіграти за гоффенгаймський клуб 19 матчів в національному чемпіонаті.

## Виступи за збірні
2006 року дебютував у складі юнацької збірної Швейцарії, взяв участь у 7 іграх на юнацькому рівні, відзначившись 7 забитими голами.
Протягом 2007–2009 років залучався до складу молодіжної збірної Швейцарії. На молодіжному рівні зіграв у 7 офіційних матчах, забив 8 голів.
6 лютого 2008 року дебютував в офіційних матчах у складі національної збірної Швейцарії в товариській грі зі збірною Англії, де вийшовши на заміну забив гол першим же дотиком. Влітку того ж року був включений до заявки збірної на чемпіонат Європи 2008 року в Австрії та Швейцарії, де зіграв в усіх трьох матчах збірної, ставши наймолодшим гравцем на турнірі (19 років).
Через два роки був основним нападником у парі з Блейзом Нкуфо на чемпіонаті світу 2010 року у ПАР, де також зіграв в усіх трьох матчах збірної на турнірі.
Наразі провів у формі головної команди країни 60 матчів, забивши 11 голів.

## Титули і досягнення
- Чемпіон Швейцарії (1):

«Базель»:  2007–08
- Володар Кубка Швейцарії (2):

«Базель»:  2006–07, 2007–08
- Чемпіон Туреччини (1):

«Галатасарай»: 2017–18
- Володар Суперкубка Туреччини (1):

«Галатасарай»: 2016
- Чемпіон Узбекистану (1):

«Пахтакор»: 2020
- Володар кубка Узбекистану (1):

«Пахтакор»: 2020
- Володар Суперкубка Узбекистану (1):

«Пахтакор»: 2021

### Індивідуальні
- Молодий гравець року в Швейцарії: 2007–08